# Yū Kikumura
Yū Kikumura (菊村 憂, Kikumura Yū) (né en 1947) est un membre supposé de l'Armée rouge japonaise.

## Biographie
Kikumura est arrêté à l'aéroport d'Amsterdam-Schiphol en 1986 après la découverte d'une bombe dans ses bagages. Après quatre mois de prison, un juge estime que l'ouverture de son bagage s'est faite illégalement et il est extradé vers le Japon.
Il est arrêté le 12 avril 1988 sur une aire de repos de l'autoroute du New Jersey Turnpike aux États-Unis par un policier qui pensait qu'il agissait de façon suspecte. Kikumura est alors trouvé en possession de trois bombes tuyau de 46 cm chargées de poudre et de clous et contenus dans les extincteurs. Les enquêteurs pensent qu'il projetait un attentat au bureau de recrutement de l'US Navy situé dans l'immeuble de l'administration des vétérans à Manhattan sur la 35e rue le 14 avril lors de l'anniversaire du bombardement de la Libye par les États-Unis.
Kikumura est inculpé pour transport inter-États d'engins explosifs et infraction aux passeports. Il est condamné à trente ans de prison le 29 novembre 1988. Le procureur des États-Unis Samuel Alito représente alors l'accusation. En 1991, sa sentence est réduite à vingt-et-un ans et dix mois.
Kikumura est libéré le 18 avril 2007 après 221 mois (un peu plus de 18 ans) d'emprisonnement dans la prison de très haute sécurité d'ADX Florence.
Après sa libération, il est extradé vers le Japon depuis l'aéroport international de San Francisco. À son arrivée, il est immédiatement arrêté pour falsification de documents officiels. Il est libéré en octobre 2007.